# 厦门工商旅游学校
厦门工商旅游学校，简称厦门工商旅校或厦工商旅校，位于中华人民共和国福建省厦门市集美区，是一所由厦门市人民政府举办、直属于厦门市教育局的公办全日制中等专业学校，其前身可追溯至1898年创立的厦门同文书院（厦门市第一所新式学校）。2008年，厦门旅游职业中专学校（前身为厦门七中、厦门同文书院）、厦门商业学校和厦门市交通职业中专学校合并为厦门工商旅游学校，并办学至今。

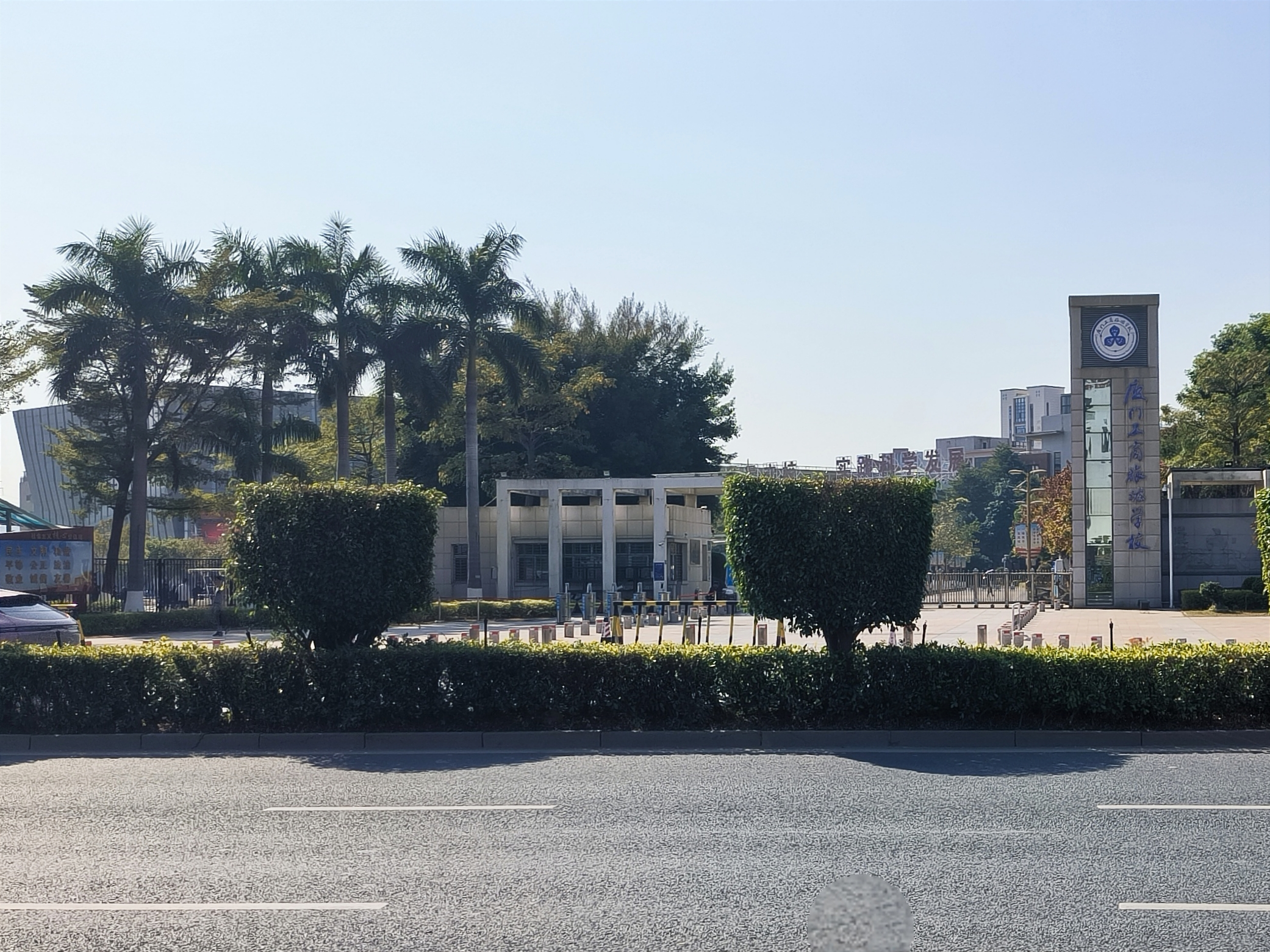
2025年的厦门工商旅游学校

截止2024年，厦门工商旅校的占地面积为330亩，建筑面积约17万平方米，在校生6585人，在编教职工376人，设有近30个专业，分属空乘幼教专业部、旅游专业部、汽车专业部、商业专业部、财会专业部、信息工程专业部、基础教学部和综合高中部。此外，该校设有中专班、三二分段制高职班、中高职一体化班、本科“3+4”贯通班、职普融通班和综合高中班，是全闽办学形式最多元的中等专业学校。
厦门工商旅校为国家级重点中等职业学校、国家中等职业教育改革发展示范学校、全国职业教育先进单位、全国职业院校学生管理50强（排名第二）。其校训为“做最好的自己”，校歌为《托起明天的太阳》。  

## 历史

### 同文诸校（1895~2008年）
1898年，同文书院创办，1926年，同文书院改设为同文中学；1938年，同文中学复辟为同文书院，1942年初，同文书院停办。1950年，厦门市第二中心小学于原同文书院的校址办学，1960年，思明中学又利用第二中心小学的校址办学，1964年11月，思明中学更名为厦门第七中学，1971年，厦门第七中学发展为完全中学。1980年2月，厦门七中开始创设职高班。1984年，厦门七中的职业高中部定名为“厦门市旅游职业中学”，1985年，“厦门市第七中学”复名为“厦门市同文中学”。1995年3月，福建省教委决定更改校名为“福建省厦门旅游职业中专学校”，厦门七中的办学方向转变至职业教育。2008年，福建省厦门旅游职业中专学校与其他两所职业学校合并为厦门工商旅游学校。

#### 厦门七中（1960～1985年）和厦门同文中学（1985～2000年）
1960年，厦门市思明中学设立；其仅有一个由定安小学协办的初中部，被认为是定安小学的戴帽中学。该校几经坎坷，最终接管原第二中心小学的校址办学。1964年11月，思明中学更名为厦门第七中学（简称厦门七中）。1971年，厦门第七中学发展为完全中学。1980年，厦门第七中学开办职高班，1984年，厦门第七中学高中部改名为"厦门旅游职业中学"，彻底转向职业教育，但厦门第七中学的初中部仍旧保持原名。1985年，“厦门市第七中学”复名为“厦门市同文中学”，但校高中部仍旧保持"厦门旅游职业中学"的原名。1995年3月，福建省教委决定更改校名为“福建省厦门旅游职业中专学校”，2000年，学校撤销初中部，“厦门市同文中学”的名字不再被使用。

#### 厦门旅游职业中专学校（1980~2008年）
1980年2月，厦门七中开始创设职高班，成为全闽最早开办职高班的中学。1984年，厦门七中的职业高中部定名为“厦门市旅游职业中学”，1986年学校兼办职业中专，1995年3月，福建省教委决定更改校名为“福建省厦门旅游职业中专学校”，厦门七中的办学方向转变至职业教育。
在被并入厦门工商旅校前，厦门旅游职业中专学校（简称同文旅校）为国家级重点中职院校,校址位于鹭江道旁大连兴馆巷1号（即同文书院旧址所在地）。该校开设有空乘与涉外礼仪、航空港服务与营销、旅游商务外语、旅游商贸、财会与营销、现代酒店管理、导游与旅行社实务、电子商务与图像制作、烹饪艺术、调酒与西餐、外贸实务等12个专业。

### 厦门商业学校（1964~2008年）
厦门商业学校创设于1964年，校址位于莲前西路203号，为国家级重点中职院校。在并入厦门工商旅校前，该校开设计算机应用、计算机网络技术、多媒体技术、财务会计、电子商务、市场营销、旅游管理、商务外语、现代物流等20多个专业。

### 厦门市交通职业中专学校（1983~2008）
厦门市交通职业中专学校建于1983年，校址位于湖滨南路22号，为省级重点职高。在被厦门工商旅校并入前，该校开设有国际航运业务管理、汽车运用与维修、现代物流、汽车商务、港口机械等专业。

### 厦门工商旅游学校（2008年~今）

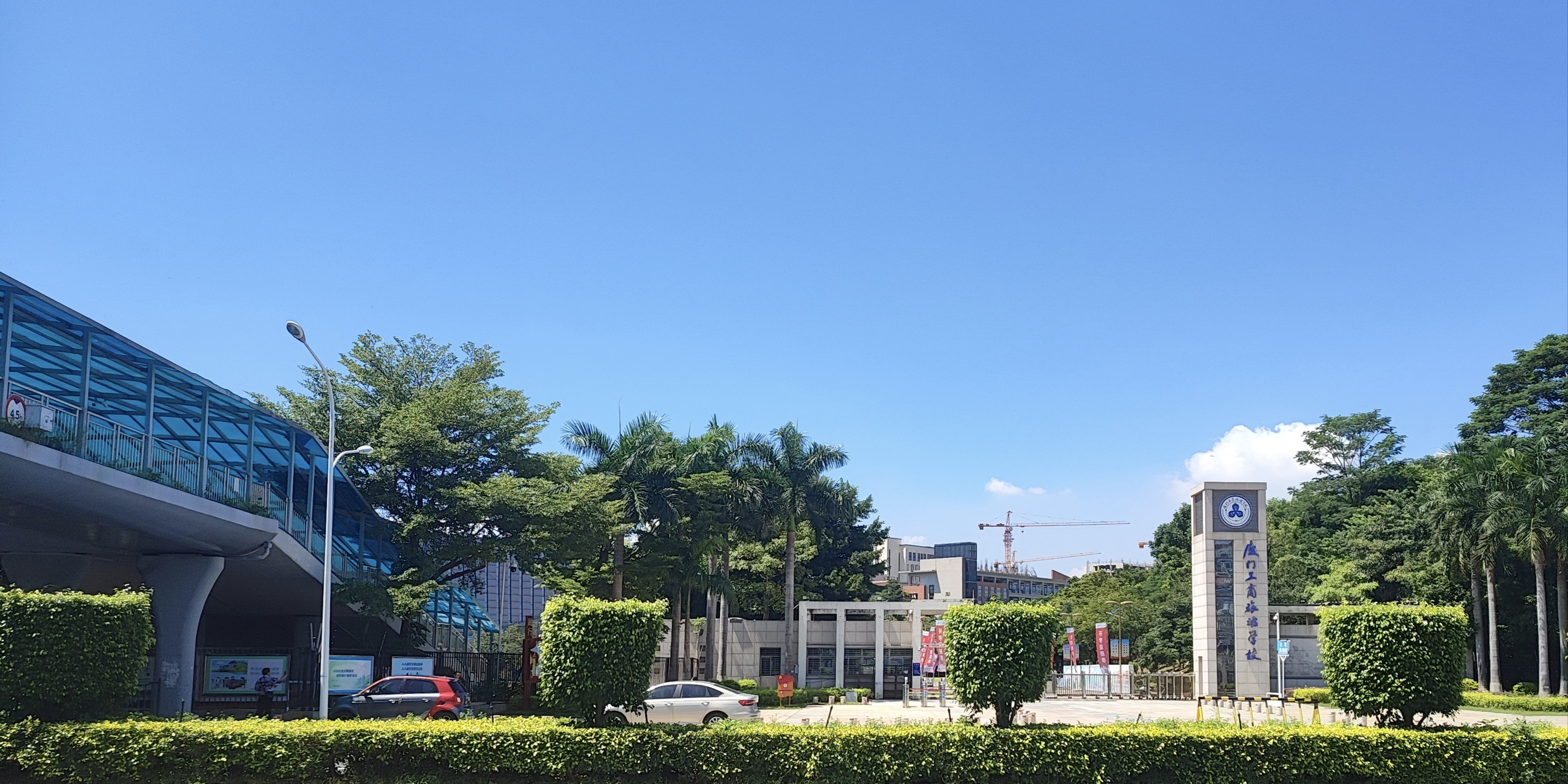
厦门工商旅游学校的校门

厦门旅游职业中专学校、厦门商业学校和厦门市交通职业中专学校都有各自的王牌专业（例如旅校的空乘专业、商校的会计专业和交校的交通专业。），但这些学校的规模都不大：旅校占地19亩，仅有1800多位学生；交校占地20亩，学生数不到1000位；哪怕是规模最大的商校，占地面积和学生数量也只有40多亩、2200位。不仅如此，这些学校的校址都在厦门岛上，扩展空间相当有限。由于三所学校难以扩大办学规模，再加上厦门市人民政府意图“做强做大职业教育”。于是三校合并，“打造职教航母”的计划应运而生。
2004年，地方政府推进"厦门职业技术学院"的前期工作，计划将上述三所中职院校和华厦职业学院（今厦门华厦学院）合并为"厦门职业技术学院"，以培养"制造业和现代服务业技能型紧缺人才"。
2005年，上述三所中职院校正在申报筹建"厦门职业技术学院"。根据计划，"厦门职业技术学院"坐落于集美文教区，设有8大类20个专业，2005年的预期办学规模为5000人。
2006年3月19日，厦门工商旅校开工建设，这也是厦门市人民政府“十一五”规划中第一个动工的教育重点工程。
2008年1月18日，厦门市人民政府下发文件，将上述三所中职院校合并为厦门工商旅游学校，并搬迁至集美文教区的新校区（占地328亩）。1月18日因而成为厦门工商旅校的校庆纪念日。
2008年秋，厦门工商旅校基本完成三校整合的工作，正式搬迁至新校区。当时的厦门工商旅校是全闽规模最大的中职院校，下设基础部、机电部、旅游部、商业部和汽车部，并在全省范围内招了2000多位新生。
2018年，厦门工商旅游学校举办“建校十周年暨办学一百二十周年”纪念活动，厦门一中、双十中学、厦门五缘实验学校、集美工业学校、厦门信息学校、厦门华厦学院等校发去祝福。
2021年11月11日，“福建技术师范学院附属厦门工商旅游学校”揭牌。

## 分校
厦门工商旅游学校只有一个分校：厦门市翔安职业技术学校（厦门工商旅游学校翔安分校）。
厦门市翔安职业技术学校（厦门工商旅游学校翔安分校）简称“翔安职校”，是一所公办全日制中等专业学校，也是翔安区唯一的公办中等专业学校。翔安职校的前身为马巷中学（1985年设立）。1998年，马巷中学成为一所兼办初中和职业高中的学校。2006年，马巷中学的初中部与中职部分离：其中初中部并入翔安一中，中职部则以厦门市马巷职业技术学校继续办学；2009年，厦门市马巷职业技术学校改名为厦门市翔安职业技术学校。2015年，翔安区政府和厦门市教育局签署合作办学协议，委任厦门工商旅游学校全面管理厦门市翔安职业技术学校，加挂厦门工商旅游学校翔安分校的牌子。截止2024年，翔安职校共有两个校区：新店校区（老校区）和内厝校区（新校区）。

## 学校设施
截止2024年8月，厦门工商旅校的宗地面积约22平方米，建筑面积约18万平方米。厦门工商旅校的建筑物主要由27幢楼宇构成，其中包括12栋学生宿舍（以"x号楼"的形式命名，各6层）、1栋学生食堂（3层）、4栋教学楼（各6层）、6栋实训楼（4栋5层、1栋2层、1栋12层）、2栋教工宿舍（各6层）、1栋体育馆（2层，名为同文体育馆，含游泳馆、篮球馆、教工活动中心）、1栋行政楼（9层，名为"齐礼楼"，与厦门华厦学院共用，附楼为图书馆）。校区内拥有400米塑胶跑道、标准足球场、室外篮球场（兼用排球场和网球场）和山体公园。此外，校区内还拥有2处机动车棚、2处非机动车棚、1处地下停车场。
截止2023年底，厦门工商旅校的实训室建筑面积约3.5万平方米，实训室有125间，各教学仪器设备资产总值达9040.1万人民币，生均仪器设备值达13978.82人民币。另外，汽车类专业、IT类专业和烹饪专业的生均工位数达到1.0以上，完全能够满足在校生同时开展实训课程的要求。

## 学生情况
截止2024年8月，厦门工商旅校拥有142个班级，在校就读的学生约有6700人（其中包括约5200个寄宿生）。
在2023年福建省高职分类招考中，厦门工商旅校的学生拥有出色的表现。该考试释出的27.14%本科名额（包括旅游服务类中68%的本科名额、教育类中17.62%的本科名额、计算机类中20.77%的本科名额、餐饮类中60%的本科名额、电工类25%的本科名额、物流管理类中76.19%的本科名额、形象设计类中30.43%的本科名额、商贸管理类中30.84%的本科名额、汽车类中21.87%的本科名额、美术与设计类中23.15%的本科名额）都被厦门工商旅校的学生获取；且厦门工商旅校学生的专科上线达到100%。

## 师资力量
截止2023年末，厦门工商旅校拥有正高级讲师2人，特级教师1人，全国优秀教师1人，全国优秀教育工作者1人，省级专业带头人3位、省级名师2人，市级学科带头人7位，市级学科带头人培养对象17人，市级骨干教师79人，市级骨干教师培养对象20人。此外，学校拥有1个省技能大师工作室，1个省劳模创新工作室，2个市名师工作室，2个市技能大师工作室。

## 行政管理
截止2024年10月，厦门工商旅校的的校长为蔡世水，其同时兼任党委副书记；党委书记为杨经葵；纪委书记为黄国强（其同时兼任党委副书记）；副校长为章正荣（兼党委群工委员）、马荣村（兼党委青年委员）、简顺展（兼党委保密委员、翔安分校校长）。

## 专业设置
2024年秋。厦门工商旅校招生的专业如下:
1. 物联网技术应用(本科“3+4”贯通班，与厦门华厦学院联办)
2. 新能源汽车技术（三二分段制高职班，与福建水利电力职业技术学院联办）
3. 空中乘务（中高职一体化班，与厦门城市职业学院联办）
4. 学前教育（三二分段制高职班，与三明医学科技职业学院联办）
5. 会计信息管理（中高职一体化班，与三明医学科技职业学院联办）
6. 旅游管理（三二分段制高职班，与三明医学科技职业学院联办）
7. 数字媒体技术（三二分段制高职班，与厦门海洋职业技术学院联办）
8. 综合高中（即综合高中班）
9. 普职融通班（电子商务、会计事务方向）
10. 幼儿保育
11. 航空服务（厦门市中等职业教育优质专业立项建设项目）
12. 汽车运用与维修
13. 新能源汽车运用与维修（厦门市中等职业教育优质专业立项建设项目、福建省高水平专业群核心专业）
14. 汽车服务与营销
15. 纳税事务
16. 会计事务（厦门市中等职业教育优质专业立项建设项目）
17. 旅游服务与管理（厦门市中等职业教育优质专业立项建设项目、福建省高水平专业群核心专业）
18. 中餐烹饪
19. 中西面点
20. 西餐烹饪
21. 计算机网络技术
22. 网络信息安全（厦门市中等职业教育优质专业立项建设项目）
23. 大数据技术应用
24. 动漫与游戏设计
25. 数字媒体技术应用
26. 美容美体艺术
27. 电子商务
28. 物流服务与管理（厦门市中等职业教育优质专业立项建设项目）
29. 商务英语
30. 连锁经营与管理[1][43]

## 對外交流
经厦门市教育局许可，厦门工商旅校具有招收外国学生的资格。尽管在2023年，厦门工商旅校并未招收外国学生；但该校已同多家国外职业院校建立起合作关系：厦门工商旅校与大盖劳职业学校、尼斯蔚蓝海岸职业培训学校、佐世保商业高等学校、明台高中结为姊妹校或交流合作校。

## 著名校友

### 厦门七中出身
- 黄永砯，厦门达达的创始人，被普遍认为是最重要的中国当代艺术家之一。

## 相关争议

### “自然卷证明”
2019年8月，头发天生自然卷的一名女学生到厦门工商旅游学校进行入学报名时，被告知“校规不允许学生烫发，自然卷发质需前去医院开具相关证明，或在开学前把头发拉直。”。然而女学生的父亲带其前去厦门市中医院（属三甲医院），向皮肤科的医务人员咨讯的时候，却了解到该医院并无与自然卷相关的检测项目。女学生的父亲担忧“频繁拉直头发会影响孩子的健康”，为获得“自然卷证明”，又在厦门日报记者的陪同下于2019年8月20日带女儿前去厦门市美发美容化妆品行业协会。经分析认定，协会向女学生开具了“自然卷证明”。
此事一经报道，便于中文互联网上掀起热议，各大媒体争相报道此事，并对“自然卷证明”持批评态度。

### “跪拜礼”争议
2019年3月，厦门工商旅游学校汽车空幼部学生被曝光在学校操场上集体做“跪拜礼”。由影片可见，学生们随着口号“一个指令、一个动作”的下跪、磕头，后方还有教师监视着学生的动作。据学生透露：学校强迫全体学生参与含有“跪拜礼”的礼仪操，并威胁学生“不参加就不发放毕业证书”。
此事于中文互联网上引发热议，多数网友对此事持批评态度，认为“跪拜礼”是“封建等级社会的产物“、“有失人格尊严的陋习”，“会无形之中弱化自我意识”。不过也有部分网友认为"跪拜礼"有"教导孩子的作用，让他们从小就知道要尊敬祖先，孝敬父母"。
对此，厦门工商旅校方面回应到：“跪拜礼”是汽车空幼部学生礼仪早训学习“传统礼仪操”的一节内容，当时学校的"礼仪操”处于未定型状态，并未在全校范围内推广。汽车空幼部的学生从2018-2019学年第二学期开始学习“礼仪操”，直至事情曝光为止，仅于两周内做过2次“礼仪操”。
此外，厦门工商旅校方面指出："跪拜礼"的对象是直系亲属长辈，教师或学生干部在学生做"跪拜礼"的时候都会站在学生后边。学校方面希望通过教导学生传统礼仪，使学生懂得孝敬父母长辈、运用"行大礼"的形式表达感恩和敬意，同时"弘扬中華傳統文化"。
由于各方争议，厦门工商旅校已于2019年3月下旬全面叫停含“跪拜礼”的“礼仪操”学习活动。不过，在2019年后，经改良的“礼仪操”学习活动（不含“跪拜礼”)已于全校范围内推广。 